# Hodkovice nad Mohelkou
Hodkovice nad Mohelkou település Csehországban, Libereci járásban. Hodkovice nad Mohelkou Žďárek, Sychrov, Rychnov u Jablonce nad Nisou, Frýdštejn, Jeřmanice, Dlouhý Most, Šimonovice és Bílá településekkel határos. Lakosainak száma 3002 fő (2024. január 1.).

## Népesség
A település lakosságának változását az alábbi diagram mutatja:
| Lakosok száma | 4392 | 4341 | 3443 | 2166 | 2729 | 2599 | 2882 | 2944 | 2932 | 3002 |
|               | 1869 | 1890 | 1921 | 1950 | 1980 | 2001 | 2017 | 2019 | 2022 | 2024 |